# 唐狡
唐狡（？—？），中国春秋时期楚国的将领。

## 生平
前597年，唐狡跟随楚庄王参加邲之战。在击败荀林父、先縠率领的晋国中军之后，楚庄王派唐狡与蔡鸠居告知唐惠侯：“不穀（我）不德而贪，以遇大敌，不穀之罪也。然楚不克，君之羞也，敢藉君灵以济楚师。”
《东周列国志》五十三回称唐狡在楚庄王宴会上趁风吹灭蜡烛之机，牵许姬的衣袂，被许姬摘下帽缨。许姬告诉楚庄王后，楚庄王命大臣都摘下帽缨，再点灯，称之为绝缨之会。唐狡感激楚庄王，在邲之战效以死力，把事情告诉楚庄王，没有受赏赐，隐居起来。正史上绝缨大会和牵许姬衣袂者感激楚王而为之效死力都确有其事，但并未记载牵许姬衣袂者姓名，《东周列国志》是把《左传》记载的楚将唐狡和此事组合起来了。